# シンビオジェネシス

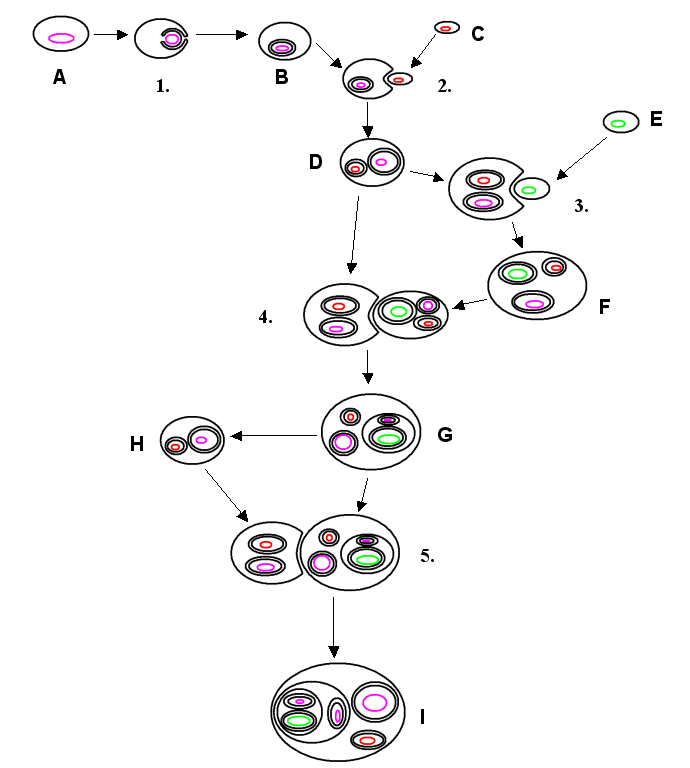
シンビオジェネシスの過程。

シンビオジェネシス（英: Symbiogenesis）とは、2つの別個の有機体が統合され、新たな1つの有機体を形成することを言う。この考え方は1926年、コンスタンティン・メレシュコフスキー（Konstantin Mereschkowsky）が自著 Symbiogenesis and the Origin of Species で提唱したもので、葉緑体は原生動物に藍色細菌が取り込まれたのが起源であるとした。現在では、葉緑体だけでなくミトコンドリアも同様の起源であると考えられている。これを細胞内共生説と呼ぶ。なお、葉緑体におけるシンビオジェネシスは葉緑体を参照。

## 概要
生物学者リン・マーギュリスは自著 Acquiring Genomes: A Theory of the Origins of Species で、シンビオジェネシスが進化を推進する力となっていると主張した。彼女の理論によれば、無作為な突然変異だけでは現実の進化の方向性を説明できず、シンビオジェネシスによる細胞小器官、身体、器官、種の形成が必要であるとされた。古典的進化論の後継理論（ネオダーウィニズム）が進化の推進力として「競争」を強調するのに対して、マーギュリスは「協力」を強調した。
生態学者はこれに賛意を表したが、生物学者からはほとんど無視された。シンビオジェネシスが真核生物に大きな影響を与えた証拠がほとんどなく、生物の多様性も説明できないとされた。葉緑体とミトコンドリア以外に大きな証拠となるような明確な例がないのである。
ネオダーウィニズムや集団遺伝学の基本原則として、突然変異は1つの個体に発生し、その変異が個体の適応性に有利であった場合に広まっていくとされている。これには理論と実験による科学的裏づけがあり、その分野の学者にとって、それは不可侵な基盤と見なされる傾向がある。
とはいえ、ネオダーウィニズムのそのような考え方を補強する事例は、自然界ではなく実験室から生まれてくる方が圧倒的に多いという点で、マーギュリスのような挑戦に弱い面がある。実験室での人為選択がどのように作用するかは明確であるが、自然界でも全く同じに作用するかどうかには議論がある。実際、ゲノムマッピング技術によって主要な系統樹の系譜が広範囲にクロスリンクされていることが明らかとなってきた。これはマーギュリスが主張したように、細菌によって遺伝子が転送された証拠となる可能性もある。